# Liste des anciennes municipalités du Québec

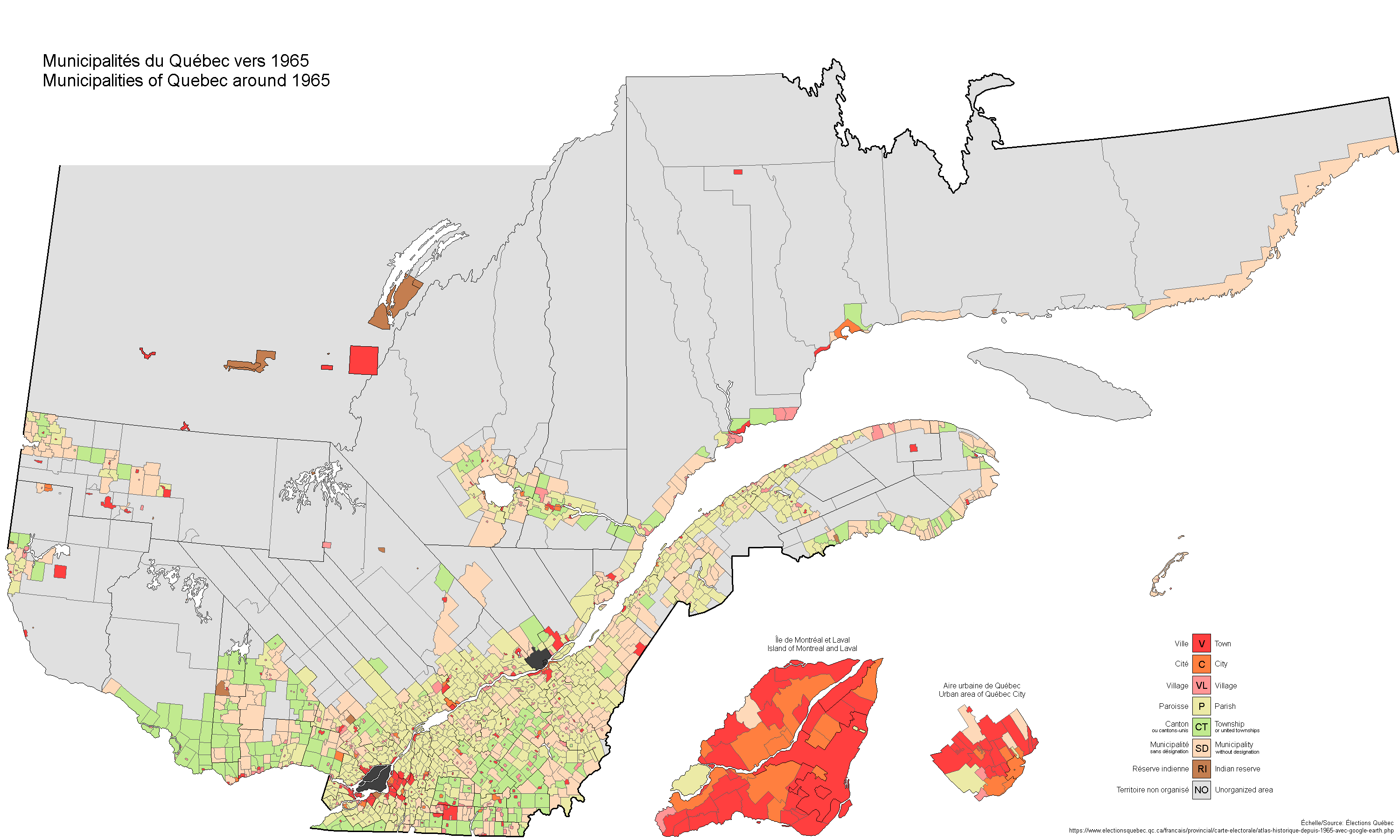
Municipalités du Québec vers 1965

Cette liste comprend entre autres les municipalités dissoutes et les municipalités renommées. Cette liste ne tient pas en compte les territoires non-organisés.
Voir aussi: Liste des municipalités du Québec
Abréviation pour statut
- C: Cité
- CU: Municipalité de cantons unis
- CT: Municipalité de canton
- EI: Établissement indien
- M: Municipalité
- P: Municipalité de paroisse
- R: Réserve indienne
- TC: Terres réservées aux Cris
- TI: Terres de la catégorie 1 pour les Inuits
- TK: Terres réservées aux Naskapis
- V: Ville
- VC: Municipalité de village cri
- VK: Municipalité de village naskapi
- VL: Municipalité de village
- VN: Municipalité de village nordique

## Bas-Saint-Laurent(01)
| Municipalité                           | Statut | Création | Disparition | Successeur                     | Cause             |
| -------------------------------------- | ------ | -------- | ----------- | ------------------------------ | ----------------- |
| Andréville                             | VL     | 1903     | 1987        | Saint-André                    | Fusion            |
| Kamouraska                             | VL     | 1858     | 1987        | Kamouraska                     | Fusion            |
| Mont-Lebel                             |        |          | 2002        | Rimouski                       | Fusion            |
| Notre-Dame-de-Liesse-de-Rivière-Ouelle | M      | 1855     | 1968        | Rivière-Ouelle                 | Changement de nom |
| Pointe-au-Père                         |        |          | 2002        | Rimouski                       | Fusion            |
| Rimouski-Est                           |        |          | 2002        | Rimouski                       | Fusion            |
| Saint-Alexandre                        | P      | 1855     | 1997        | Saint-Alexandre-de-Kamouraska  | Changement de nom |
| Saint-Denis                            | P      | 1845     | 2013        | Saint-Denis-De La Bouteillerie | Changement de nom |
| Saint-Gabriel-Lallemant                | M      | 1939     | 1980        | Saint-Gabriel-Lalemant         | Changement de nom |
| Sainte-Blandine                        | P?     |          | 2002        | Rimouski                       | Fusion            |
| Sainte-Odile-sur-Rimouski              |        |          | 2002        | Rimouski                       | Fusion            |
| Saint-Louis-de-Kamouraska              | P      | 1845     | 1987        | Kamouraska                     | Fusion            |
| Le Bic                                 |        |          | 2009        | Rimouski                       | Fusion            |
| Woodbridge                             | CT     | 1887     | 1986        | Saint-Bruno-de-Kamouraska      | Changement de nom |

## Saguenay–Lac-Saint-Jean(02)
| Municipalité                 | Statut                                                   | Création | Disparition | Successeur                   | Cause             |
| ---------------------------- | -------------------------------------------------------- | -------- | ----------- | ---------------------------- | ----------------- |
| Arvida                       | V (1926-1970) C (1970-1975)                              | 1926     | 1975        | Jonquière                    | Fusion            |
| Bagotville                   | VL (1876-1920) V (1920-1976)                             | 1876     | 1976        | La Baie                      | Fusion            |
| Chicoutimi                   | V (1842-1930) C (1930-1976) V (1976-2002)                | 1976     | 2002        | Saguenay                     | Fusion            |
| Chicoutimi-Nord              | V                                                        | 1955     | 1976        | Chicoutimi                   | Fusion            |
| Delisle                      | CT (1890-1979) M (1979-2001)                             | 1890     | 2001        | Alma                         | Fusion            |
| Dolbeau                      | V                                                        | 1927     | 1997        | Dolbeau-Mistassini           | Fusion            |
| Grande-Baie                  | P                                                        | 1859     | 1976        | La Baie                      | Fusion            |
| Grande-Baie                  | VL                                                       | 1908     | 1953        | Port-Alfred                  | Fusion            |
| Jonquière                    | VL (1904-1912) V (1912-1956) C (1956-1975) V (1975-2002) | 1883     | 2002        | Saguenay                     | Fusion            |
| Isle-Maligne                 | VL                                                       | 1924     | 1962        | Alma                         | Fusion            |
| Kénogami                     | VL (1912-1920) V (1920-1975)                             | 1912     | 1975        | Jonquière                    | Fusion            |
| La Baie                      | V                                                        | 1976     | 2002        | Saguenay                     | Fusion            |
| Lac-à-la-Croix               | VL (1953-1976) M (1976-1999)                             | 1953     | 1999        | Métabetchouan-Lac-à-la-Croix | Fusion            |
| Lac-Kénogami                 | M                                                        | 1897     | 2002        | Saguenay                     | Fusion            |
| Laterrière                   | VL (1921-1983) M (1983-1989) V (1989-2002)               | 1921     | 2002        | Saguenay                     | Fusion            |
| Métabetchouan                | V                                                        | 1975     | 1999        | Métabetchouan-Lac-à-la-Croix | Fusion            |
| Mistassini                   | V                                                        | 1930     | 1997        | Dolbeau-Mistassini           | Fusion            |
| Naudville                    | VL                                                       | 1944     | 1962        | Alma                         | Fusion            |
| Normandin                    | CT                                                       | 1900     | 1979        | Normandin (V)                | Fusion            |
| Normandin                    | VL                                                       | 1926     | 1979        | Normandin (V)                | Fusion            |
| Notre-Dame-de-Laterrière     | P                                                        | 1883     | 1983        | Laterrière                   | Fusion            |
| Port-Alfred                  | VL (1918-1919) V (1919-1976)                             | 1918     | 1976        | La Baie                      | Fusion            |
| Riverbend                    | VL                                                       | 1925     | 1962        | Alma                         | Fusion            |
| Rivière-du-Moulin            | VL (1912-1962) V (1962-1976)                             | 1912     | 1976        | Chicoutimi                   | Fusion            |
| Saint-Cœur-de-Marie          | VL                                                       | 1921     | 1979        | Delisle                      | Fusion            |
| Saint-Dominique-de-Jonquière | P                                                        | 1883     | 1975        | Jonquière                    | Fusion            |
| Saint-Edmond                 | M                                                        | 1938     | 2004        | Saint-Edmond-les-Plaines     | Changement de nom |
| Sainte-Anne-de-Chicoutimi    | VL                                                       | 1893     | 1955        | Chicoutimi-Nord              | Changement de nom |
| Sainte-Croix                 | P                                                        | 1912     | 1976        | Lac-à-la-Croix               | Fusion            |
| Saint-Jean-Eudes             | VL                                                       | 1955     | 1970        | Arvida                       | Fusion            |
| Saint-Jean-Vianney           | P (1935-1952) VL (1952-1977)                             | 1935     | 1977        | Shipshaw                     | Fusion            |
| Saint-Louis-de-Chambord      | P                                                        | 1953     | 1973        | Chambord                     | Fusion            |
| Saint-Louis-de-Métabetchouan | M                                                        | 1873     | 1953        | Saint-Louis-de-Chambord      | Changement de nom |
| Saint-Joseph-d'Alma          | P                                                        | 1879     | 1976        | Alma                         | Fusion            |
| Saint-Joseph-d'Alma          | VL (1917-1924) V (1924-1954)                             | 1917     | 1954        | Alma                         | Changement de nom |
| Saint-Méthode                | M                                                        | 1896     | 1996        | Saint-Félicien               | Fusion            |
| Saint-Michel-de-Mistassini   | M                                                        | 1897     | 1976        | Mistassini                   | Fusion            |
| Shipshaw                     | M                                                        | 1930     | 2002        | Saguenay                     | Fusion            |
| Val-Jalbert                  | M                                                        | 1917     | 1971        | Saint-Louis-de-Chambord      | Annexion          |
| Ville-Racine                 | M                                                        | 1928     | 1944        | Arvida                       | Annexion          |

## Capitale-Nationale(03)
| Municipalité                             | Statut                                                      | Création                                                                    | Disparition | Successeur                                            | Cause |
| ---------------------------------------- | ----------------------------------------------------------- | --------------------------------------------------------------------------- | ----------- | ----------------------------------------------------- | --- |
| Ancienne Lorette                         | P                                                           | 1855 Depuis Québec                                                          | 1969        | L'Ancienne-Lorette (Paroisse)                         | Changement de nom |
| Ancienne Lorette                         | V                                                           | 1967                                                                        | 1987        | L'Ancienne-Lorette (Ville)                            | Changement de nom |
| Beauport                                 | VL (1913-1924); V (1924-1963); C (1963-1966); V (1966-2001) | 1913 Depuis Notre-Dame-de-la-Miséricorde-de-Beauport (Paroisse)             | 2002        | Québec                                                | Fusion |
| Beauport-Est                             | VL                                                          | 1921 Depuis Notre-Dame-de-la-Miséricorde-de-Beauport (Paroisse)             | 1951        | Villeneuve                                            | Changement de nom |
| Beauport-Ouest                           | M                                                           | 1937 Depuis Notre-Dame-de-la-Miséricorde-de-Beauport (Paroisse)             | 1967        | Beauport                                              | Fusion |
| Bélair                                   | V                                                           | 1965                                                                        | 1973        | Val-Bélair                                            | Fusion avec Val-Saint-Michel                                                                                          |
| Cap-Rouge                                | V                                                           | 1983                                                                        | 2002        | Québec                                                | Fusion |
| Charlesbourg                             | VL (1914-1949); V (1949-1960); C (1960-1975); V (1976-2001) | 1914 Depuis Saint-Charles-de-Charlesbourg                                   | 2002        | Québec                                                | Fusion |
| Charlesbourg-Est                         | M                                                           | 1927                                                                        | 1976        | Charlesbourg                                          | Fusion |
| Charlesbourg-Ouest                       | M                                                           | 1953 depuis Saint-Charles-de-Charlesbourg                                   | 1973        | Québec                                                | Annexion |
| Château-d'Eau                            | V                                                           | 1926 depuis Loretteville                                                    | 1965        | Loretteville                                          | Annexion |
| Courville                                | VL (1912-1916); V (1916-1975)                               | 1912 Depuis Notre-Dame-de-la-Miséricorde-de-Beauport (Paroisse)             | 1976        | Beauport                                              | Fusion |
| Duberger                                 | V                                                           | 1963                                                                        | 1970        | Québec                                                | Fusion |
| Giffard                                  | VL (1912-1954); C (1954-1975)                               | 1912 Depuis Notre-Dame-de-la-Miséricorde-de-Beauport (Paroisse)             | 1976        | Beauport                                              | Fusion |
| Gros-Pin                                 | VL                                                          | 1665                                                                        | 1893        | Limoilou                                              | Fusion avec 5 autres villages pour la création de Limoilou                                                            |
| Hedleyville                              | VL                                                          | ?1870                                                                       | 1893        | Limoilou                                              | Fusion avec 5 autres villages pour la création de Limoilou                                                            |
| L'Ancienne-Lorette                       | P                                                           | 1969                                                                        | 1971        | Sainte-Foy                                            | Fusion. Le territoire est connu sous le nom de quartier Laurentien dans la ville de Sainte-Foy.                       |
| L'Ancienne-Lorette                       | V                                                           | 1987                                                                        | 2001        | Québec                                                | Fusion le 1er janvier 2002. La ville renaît avec le mouvement des défusions le 1er janvier 2006.                      |
| La Canardière                            | VL                                                          | ?                                                                           | 1893        | Limoilou                                              | Fusion avec 5 autres villages pour la création de Limoilou                                                            |
| Lac-Saint-Charles                        | M (1946-1997); V (1997-2001)                                | 1946 Depuis Notre-Dame-des-Laurentides                                      | 2002        | Québec                                                | Fusion |
| La Petite-Rivière                        | ?                                                           | ?                                                                           | 1870        | Saint-Roch-de-Québec-Nord et Saint-Roch-de-Québec-Sud | Annexion (partie) |
| La Petite-Rivière                        | M (1902-1955); V (1955-1963)                                | 1902 depuis Saint-Malo                                                      | 1963        | Duberger                                              | Changement de nom |
| Les Saules                               | V                                                           | 1969                                                                        | 1970        | Québec                                                | Annexion |
| Limoilou                                 | M (1893-1908); V (1908-1909)                                | 1893 de Saint-Roch-de-Québec-Nord                                           | 1909        | Québec                                                | Annexion |
| Loretteville                             | VL (1913-1947); V (1947-1965) C (1965-1983) V (1983-2001)   | 1913                                                                        | 2002        | Québec                                                | Fusion |
| Montmorency                              | VL (1902-1945); V (1946-1975)                               | 1902 Depuis Notre-Dame-de-la-Miséricorde-de-Beauport (Paroisse)             | 1975        | Beauport                                              | Fusion |
| Neufchâtel                               | P (1963-1964); V (1964-1970)                                | 1963                                                                        | 1971        | Québec                                                | Annexion |
| New Waterford                            | VL                                                          | ?                                                                           | 1893        | Limoilou                                              | Fusion avec 5 autres villages pour la création de Limoilou                                                            |
| Notre-Dame-de-la-Miséricorde-de-Beauport | P                                                           | 1855                                                                        | 1945        | Sainte-Thérèse-de-Lisieux                             | Changement de nom |
| Notre Dame de Lorette                    | VL                                                          | 1948 d'Ancienne Lorette (Paroisse)                                          | 1967        | Ancienne-Lorette (Ville)                              | Changement de nom et reprise du nom original et de dénomination pour celui de la ville actuelle de L'Ancienne-Lorette |
| Notre-Dame-de-Québec-Banlieue            | P                                                           | 1855 Depuis Comté de Québec                                                 | 1908        | Ville-Montcalm                                        | Changement de nom |
| Notre-Dame-des-Laurentides               | P (1909-1965); V (1965-1975)                                | 1909 Depuis Saint-Charles-de-Charlesbourg                                   | 1976        | Charlesbourg                                          | Fusion |
| Notre-Dame-du-Sacré-Cœur                 | P                                                           | 1874 Depuis Saint-Sauveur                                                   | 1886        | Sacré-Cœur-de-Jésus                                   | Changement de nom |
| Orsainville                              | P (1953-1960); V (1960-1975)                                | 1953                                                                        | 1976        | Charlesbourg                                          | Fusion |
| Parkeville                               | VL                                                          | ?                                                                           | 1893        | Limoilou                                              | Fusion avec 5 autres villages pour la création de Limoilou                                                            |
| Québec                                   | C                                                           | 1833                                                                        | 1836        | -                                                     | Abolition |
| Québec                                   | C (1840-1965); V (1965-2001)                                | 1840                                                                        | 2002        | Québec                                                | Fusion |
| Québec-Ouest                             | V                                                           | 1916 de Petite-Rivière                                                      | 1966        | Ville Vanier                                          | Changement de nom |
| Sacré-Coeur-de-Jésus                     | P                                                           | 1886                                                                        | 1980        | Québec                                                | Fusion. |
| Saint-Ambroise                           | VL                                                          | 1904 depuis Saint-Ambroise-de-la-Jeune-Lorette                              | 1913        | Loretteville                                          | Changement de nom |
| Saint-Ambroise-de-la-Jeune-Lorette       | P                                                           | 1845                                                                        | 1963        | Neufchâtel                                            | Changement de nom |
| Saint-Augustin-de-Desmaures              | V                                                           | 1855                                                                        | 2001        | Québec                                                | Fusion le 1er janvier 2002. La ville renaît avec le mouvement des défusions le 1er janvier 2006                       |
| Saint-Charles-de-Charlesbourg            | P                                                           | 1855                                                                        | 1953        | Orsainville                                           | Changement de nom |
| Saint-Charles-de-Charlesbourg-Est        | M                                                           | 1917 Depuis Saint-Charles-de-Charlesbourg                                   | 1927        | Charlesbourg-Est                                      | Changement de nom |
| Saint-Colomb-de-Sillery                  | P                                                           | 1856 (depuis Sainte-Foy) et Québec                                          | 1947        | Sillery                                               | Changement de nom |
| Saint-Émile                              | M (1929-1956); VL (1956-1991); M (1991-1993); V (1993-2001) | 1929 Depuis Saint-Ambroise-de-la-Jeune-Lorette                              | 2002        | Québec                                                | Fusion |
| Saint-Félix-du-Cap-Rouge                 | P                                                           | 1872 depuis Saint-Augustin-de-Desmaures Ancienne Lorette et Sainte-Foy      | 1983        | Cap-Rouge                                             | Changement d'incorporation et de nom                                                                                  |
| Saint-Gérard-Majella                     | P                                                           | 1909 depuis Saint-Ambroise-de-la-Jeune-Lorette et; Ancienne Lorette         | 1965        | Bélair                                                | Changement de nom |
| Saint-Malo                               | ?                                                           | ?                                                                           | 1870        | Saint-Roch-de-Québec-Nord et Saint-Roch-de-Québec-Sud | Annexion |
| Saint-Malo                               | M (1893-1902); VL (1902-1908)                               | 1893 de Saint-Roch-de-Québec-Nord                                           | 1908        | Québec                                                | Annexion |
| Saint-Michel-Archange                    | P (1897-1969; M (1969-1975)                                 | 1897 Depuis Notre-Dame-de-la-Miséricorde-de-Beauport (Paroisse) et Limoilou | 1976        | Beauport                                              | Fusion |
| Saint-Roch                               | P                                                           | 1855                                                                        | 1862        | Saint-Roch-de-Québec-Nord et Saint-Roch-de-Québec-Sud | Division |
| Saint-Roch-de-Québec-Nord                | P                                                           | 1862                                                                        | 1893        | Limoilou et Saint-Malo                                | Division |
| Saint-Roch-de-Québec-Sud                 | P                                                           | 1862                                                                        | 1872        | Saint-Sauveur                                         | Changement de nom |
| Saint-Sauveur                            | P (1872-1887); VL (1887-1889)                               | 1872                                                                        | 1889        | Québec                                                | Annexion |
| Sainte-Foy                               | V (1949-1961); C (1961-1968) V (1968-2001)                  | 1949                                                                        | 2002        | Québec                                                | Fusion |
| Sainte-Monique-des-Saules                | VL                                                          | 1953 depuis Ancienne Lorette                                                | 1960        | Ville Les Saules                                      | Changement de nom et d'incorporation                                                                                  |
| Sainte-Thérèse-de-Lisieux                | M                                                           | 1945                                                                        | 1976        | Beauport                                              | Fusion |
| St.Foye                                  | P (1845-1949)                                               | 1845                                                                        | 1949        | Sainte-Foy                                            | Changement d'incorporation et de nom                                                                                  |
| Stadacona                                | VL                                                          | ?                                                                           | 1893        | Limoilou                                              | Fusion avec 5 autres villages pour la création de Limoilou                                                            |
| Sillery                                  | C (1947-1980); V (1980-2001)                                | 1947                                                                        | 2002        | Québec                                                | Fusion |
| Val-Bélair                               | V                                                           | 1973                                                                        | 2002        | Québec                                                | Fusion |
| Val-Saint-Michel                         | V                                                           | 1933 depuis Saint-Gérard-Majella                                            | 1973        | Val-Bélair                                            | Fusion avec Bélair |
| Vanier                                   | V                                                           | 1966                                                                        | 2002        | Québec                                                | Fusion |
| Ville Les Saules                         | V                                                           | 1960                                                                        | 1969        | Les Saules                                            | Changement de nom |
| Ville Vanier                             | V                                                           | 1966                                                                        | 1966        | Vanier                                                | Changement de nom - Ville Vanier 21/05/1966-20/06/1966.                                                               |
| Ville-Montcalm                           | V                                                           | 1908                                                                        | 1913        | Québec                                                | Annexion |
| Villeneuve                               | VL (1951-1956); V (1956-1975)                               | 1951                                                                        | 1976        | Beauport                                              | Fusion |

## Mauricie(04)
| Municipalité                                  | Statut                                     | Création | Disparition | Successeur                   | Cause             |
| --------------------------------------------- | ------------------------------------------ | -------- | ----------- | ---------------------------- | ----------------- |
| Almaville                                     | VL                                         | 1912     | 1948        | Shawinigan-Sud               | Changement de nom |
| Almaville (paroisse)                          | P                                          | 1946     | 1953        | Shawinigan-Sud               | Annexion          |
| Baie-de-Shawinigan                            | VL                                         | 1907     | 1998        | Shawinigan                   | Annexion          |
| Belleau                                       | M                                          | 1973     | 1984        | Saint-Alexis-des-Monts       | Fusion            |
| Boucher                                       | M                                          | 1972     | 1998        | Trois-Rives                  | Changement de nom |
| Cap-de-la-Madeleine                           | V                                          | 1918     | 2002        | Trois-Rivières               | Fusion            |
| Grand-Mère                                    | VL (1898-1920) C (1920-1970) V (1970-2002) | 1898     | 2002        | Shawinigan                   | Fusion            |
| Haute-Mauricie                                | M                                          | 1972     | 1993        | La Tuque                     | Fusion            |
| Hunterstown                                   | CT                                         | 1861     | 1988        | Saint-Paulin                 | Fusion            |
| La Bostonnais                                 | M                                          | 1987     | 2003        | La Tuque                     | Fusion            |
| Lac-à-la-Tortue                               | M                                          | 1981     | 2002        | Shawinigan                   | Fusion            |
| Lac-Édouard                                   | M                                          | 1951     | 2003        | La Tuque                     | Fusion            |
| La Croche                                     | M                                          | 1999     | 2003        | La Tuque                     | Fusion            |
| Langelier                                     | CT                                         | 1921     | 1999        | La Croche                    | Changement de nom |
| La Tuque Falls                                | VL                                         | 1910     | 1911        | La Tuque                     | Fusion            |
| La Visitation-de-Champlain                    | P                                          | 1855     | 1982        | Champlain                    | Fusion            |
| La Visitation-de-la-Pointe-du-Lac             | P                                          | 1855     | 1978        | Pointe-du-Lac                | Fusion            |
| Rivière-du-Loup                               | VL                                         | 1878     | 1879        | Louiseville                  | Changement de nom |
| Notre-Dame-de-la-Présentation-d'Almaville     | P                                          | 1914     | 1946        | Almaville (paroisse)         | Changement de nom |
| Parent                                        | VL                                         | 1947     | 2003        | La Tuque                     | Fusion            |
| Pointe-du-Lac                                 | VL (1918-1978) M (1978-2002)               | 1918     | 2002        | Trois-Rivières               | Fusion            |
| Sainte-Angèle                                 | P                                          | 1917     | 1987        | Sainte-Angèle-de-Prémont     | Changement de nom |
| Sainte-Anne-d'Yamachiche                      | P                                          | 1855     | 1987        | Yamachiche                   | Fusion            |
| Saint-Antoine-de-la-Rivière-du-Loup           | P                                          | 1855     | 1988        | Louiseville                  | Fusion            |
| Saint-Boniface-de-Shawinigan                  | P                                          | 1956     | 1961        | Saint-Boniface-de-Shawinigan | Fusion            |
| Saint-Boniface-de-Shawinigan                  | VL                                         | 1918     | 2003        | Saint-Boniface               | Changement de nom |
| Saint-Édouard                                 | P                                          | 1950     | 1984        | Saint-Édouard-de-Maskinongé  | Changement de nom |
| Saint-Élie                                    | P                                          | 1865     | 2005        | Saint-Élie-de-Caxton         | Changement de nom |
| Sainte-Flore                                  | P                                          | 1863     | 1970        | Grand-Mère                   | Annexion          |
| Saint-Georges                                 | VL                                         | 1919     | 2002        | Shawinigan                   | Fusion            |
| Saint-Gérard-des-Laurentides                  | P                                          | 1924     | 2002        | Shawinigan                   | Fusion            |
| Saint-Jean-des-Piles                          | P                                          | 1897     | 2002        | Shawinigan                   | Fusion            |
| Saint-Joseph-de-Maskinongé                    | P                                          | 1855     | 2001        | Maskinongé                   | Fusion            |
| Saint-Louis-de-France                         | P (1904-1993) V (1993-2002)                | 1904     | 2002        | Trois-Rivières               | Fusion            |
| Sainte-Marie-Madeleine-du-Cap-de-la-Madeleine | P                                          | 1855     | 1918        | Cap-de-la-Madeleine          | Changement de nom |
| Sainte-Marthe-du-Cap                          | M (1993-1998) V (1998-2002)                | 1993     | 2002        | Trois-Rivières               | Fusion            |
| Sainte-Marthe-du-Cap-de-la-Madeleine          | M                                          | 1915     | 1993        | Sainte-Marthe-du-Cap         | Changement de nom |
| Saint-Mathieu                                 | P                                          | 1886     | 1998        | Saint-Mathieu-du-Parc        | Changement de nom |
| Saint-Michel-des-Vieilles-Forges              | P                                          | 1954     | 1961        | Trois-Rivières               | Fusion            |
| Saint-Paulin                                  | VL                                         | 1925     | 1988        | Saint-Paulin                 | Fusion            |
| Saint-Théophile                               | M                                          | 1895     | 1981        | Lac-à-la-Tortue              | Changement de nom |
| Shawénégan                                    | CT                                         | 1855     | 1956        | Saint-Boniface-de-Shawinigan | Changement de nom |
| Shawinigan                                    | C                                          | 1958     | 2002        | Shawinigan                   | Fusion            |
| Shawinigan-Est                                | VL                                         | ?        | 1957        | Shawinigan Falls             | Annexion          |
| Shawinigan Falls                              | VL (1901-1902) V (1902-1958)               | 1901     | 1958        | Shawinigan                   | Changement de nom |
| Shawinigan-Sud                                | VL (1948-1961) V (1961-2002)               | 1948     | 2002        | Shawinigan                   | Fusion            |
| Trois-Rivières                                | V                                          | 1634     | 2002        | Trois-Rivières               | Fusion            |
| Trois-Rivières (paroisse)                     | P                                          | 1855     | 1963        | Trois-Rivières-Ouest         | Changement de nom |
| Trois-Rivières-Ouest                          | V                                          | 1963     | 2002        | Trois-Rivières               | Fusion            |
| Turcotte                                      | VL                                         | 1915     | 1919        | Saint-Georges                | Changement de nom |
| Yamachiche                                    | M                                          | 1845     | 1847        | -                            | Abolition         |
| Sainte-Anne d'Yamachiche                      | VL                                         | 1887     | 1987        | Yamachiche                   | Fusion            |

## Estrie(05)
| Municipalité           | Statut                       | Création | Disparition | Successeur | Cause  |
| ---------------------- | ---------------------------- | -------- | ----------- | ---------- | ------ |
| Ascot                  | ?                            | ?        | 2002        | Sherbrooke | Fusion |
| Beebe Plain            | VL                           | 1873     | 1995        | Stanstead  | Fusion |
| Bishoptown             | ?                            | ?        | 1998        | Dudswell   | Fusion |
| Bromptonville          | V                            | 1903     | 2002        | Sherbrooke | Fusion |
| Canton Magog           | V?                           |          | ?           | Magog      | Fusion |
| Deauville              | ?                            | ?        | 2002        | Sherbrooke | Fusion |
| Marbleton              | ?                            | ?        | 1998        | Dudswell   | Fusion |
| Fleurimont             | V                            | 1921     | 2002        | Sherbrooke | Fusion |
| Lennoxville            | V?                           |          | 2002        | Sherbrooke | Fusion |
| Melbourne              | VL                           |          | 1999        | Richmond   | Fusion |
| Omerville              | V?                           |          | ?           | Magog      | Fusion |
| Rock Forest            | V                            |          | 2002        | Sherbrooke | Fusion |
| Rock Island            | VL (1897-1957) V (1957-1995) | 1897     | 1995        | Stanstead  | Fusion |
| St-Adolphe-de-Dudswell | ?                            | ?        | 1998        | Dudswell   | Fusion |
| Stanstead Plain        | VL                           | 1857     | 1995        | Stanstead  | Fusion |
| Saint-Élie-d'Orford    | M                            | ?        | 2002        | Sherbrooke | Fusion |

## Montréal(06)
| Municipalité                             | Statut                               | Création | Disparition | Successeur    | Cause             |
| ---------------------------------------- | ------------------------------------ | -------- | ----------- | ------------- | ----------------- |
| Anjou                                    | V                                    | 1956     | 2002        | Montréal      | Fusion            |
| Côte-Sainte-Catherine                    | M                                    |          |             | Outremont     | Changement de nom |
| L'Île-Bizard                             | V                                    |          | 2002        | Montréal      | Fusion            |
| Lachine                                  | V                                    | 1999     | 2002        | Montréal      | Fusion            |
| LaSalle                                  | V                                    | 1912     | 2002        | Montréal      | Fusion            |
| Maisonneuve                              | M                                    | 1883     | 1918        | Montréal      | Annexion          |
| Montréal-Nord                            | V                                    | 1915     | 2002        | Montréal      | Fusion            |
| Nativité de la Sainte-Vierge d'Hochelaga | P (1867-1875) M (1875-1883) V (1883) | 1867     | 1883        | Montréal      | Fusion            |
| Outremont                                | V                                    |          | 2002        | Montréal      | Fusion            |
| Pierrefonds                              | V                                    | 1958     | 2002        | Montréal      | Fusion            |
| Pointe-aux-Trembles                      | M                                    |          | 1982        | Montréal      | Annexion          |
| Roxboro                                  | V                                    | 1914     | 2002        | Montréal      | Fusion            |
| Saint-Laurent                            | V                                    | 1700     | 2002        | Montréal      | Fusion            |
| Saint-Léonard-de-Port-Maurice            | P (1886-1915) V (1915-1962)          | 1886     | 1962        | Saint-Léonard | Changement de nom |
| Saint-Léonard                            | V                                    | 1962     | 2002        | Montréal      | Fusion            |
| Saint-Michel                             | V                                    |          | 1968        | Montréal      | Annexion          |
| Saint-Pierre                             | V                                    | 1894     | 2000        | Lachine       | Fusion            |
| Sainte-Geneviève                         | VL (1859-1959) V (1959-2002)         | 1859     | 2002        | Montréal      | Fusion            |
| Verdun                                   | V                                    | 1671     | 2002        | Montréal      | Fusion            |

## Outaouais(07)
| Municipalité           | Statut                        | Création | Disparition | Successeur             | Cause                           |
| ---------------------- | ----------------------------- | -------- | ----------- | ---------------------- | ------------------------------- |
| Aylmer                 |                               |          | 2002        | Gatineau               | Fusion                          |
| Buckingham             |                               |          | 2002        | Gatineau               | Fusion                          |
| Deschênes              |                               |          | 1975        | Aylmer                 | Fusion                          |
| Deleage                | M                             | ???      | 2004        | Déléage                | Changement de nom (orthographe) |
| Grand-Calumet          | CT (1855-2003); M (2003-2007) | 1855     | 2007        | L'Île-de-Grand-Calumet | Changement de nom               |
| Hull                   |                               |          | 2002        | Gatineau               | Fusion                          |
| L'Île-de-Grand-Calumet | M                             | 2007     | 2008        | L'Île-du-Grand-Calumet | Changement de nom               |
| Lucerne                |                               |          | 1975        | Aylmer                 | Fusion                          |
| Masson-Angers          |                               |          | 2002        | Gatineau               | Fusion                          |
| Pointe-Gatineau        |                               |          | 1975        | Gatineau               | Fusion                          |
| Templeton              |                               |          | 1975        | Gatineau               | Fusion                          |
| Touraine               |                               |          | 1975        | Gatineau               | Fusion                          |
| Villeneuve             | CT                            | 1913     | 1958        | Val-des-Bois           | Changement de nom et de statut  |
| Villeneuve-et-Bowman   | CU                            | 1885     | 1913        | Villeneuve             | Changement de nom et de statut  |
| Wright                 | CT                            |          | 2004        | Gracefield             | Fusion                          |

## Abitibi-Témiscamingue(08)
| Municipalité                         | Statut | Création | Disparition | Successeur                         | Cause                          |
| ------------------------------------ | ------ | -------- | ----------- | ---------------------------------- | ------------------------------ |
| Colombourg                           | M      | 1926     | 2002        | La Reine                           | Fusion                         |
| La Reine                             | VL     | 1922     | 1981        | La Reine                           | Fusion                         |
| La Reine-et-Desmeloizes-Partie-Ouest | CU     | 1917     | 1949        | La Reine                           | Changement de nom et de statut |
| La Sarre                             | CT     | 1917     | 1980        | La Sarre                           | Fusion                         |
| Macamic                              | P      | 1918     | 2001        | Macamic                            | Fusion                         |
| Rivière-Kipawa                       | NO     | 1986     | 2005        | Laniel / Les Lacs-du-Témiscamingue | Division du TNO                |
| Royal-Roussillon-et-Poularies        | CU     | 1918     | 1952        | Royal-Roussillon-de-Macamic        | Changement de nom et de statut |
| Royal-Roussillon-de-Macamic          | P      | 1952     | 1961        | Macamic                            | Changement de nom              |
| Saint-Janvier                        | P      | 1938     | 1991        | Chazel                             | Changement de nom et de statut |

## Côte-Nord(09)
| Municipalité           | Statut | Création      | Disparition      | Successeur              | Cause             |
| ---------------------- | ------ | ------------- | ---------------- | ----------------------- | ----------------- |
| Aylmer Sound           | M      | 19e siècle    | 31 décembre 2007 | Aucun                   | Fermeture         |
| Sainte-Anne-de-Porneuf | M      | ???           | 2004             | Portneuf-sur-Mer        | Changement de nom |
| Gagnon                 | M      | 1er août 1960 | 1er juillet 1985 | TNO de Lac-Mouchalagane | Fermeture         |
| Hauterive              | V      | 1949          | 1er janvier 1983 | Baie-Comeau             | Fusion            |

## Gaspésie–Îles-de-la-Madeleine(11)
| Municipalité                          | Statut | Création | Disparition | Successeur               | Cause                                             |
| ------------------------------------- | ------ | -------- | ----------- | ------------------------ | ------------------------------------------------- |
| Bassin                                | M      | 1951     | 1971        | L'Île-du-Havre-Aubert    | Fusion                                            |
| Cap-aux-Meules                        | M      |          | 2002        | Les Îles-de-la-Madeleine | Fusion                                            |
| Carleton–Saint-Omer                   | V      | 2000     | 2005        | Carleton-sur-Mer         | Changement de nom                                 |
| Fatima                                | M      |          | 2002        | Les Îles-de-la-Madeleine | Fusion                                            |
| Grande-Entrée                         | M      |          | 2002        | Les Îles-de-la-Madeleine | Fusion                                            |
| Havre-aux-Maisons                     | M      |          | 2002        | Les Îles-de-la-Madeleine | Fusion                                            |
| L'Étang-du-Nord                       | M      |          | 2002        | Les Îles-de-la-Madeleine | Fusion                                            |
| L'Île-d'Entrée                        | VL     |          | 2000        | L'Île-du-Havre-Aubert    | Fusion                                            |
| L'Île-du-Havre-Aubert                 | M      | 2000     | 2002        | Les Îles-de-la-Madeleine | Fusion                                            |
| Petit-Matane                          | M      |          | 2001        | Matane                   | Fusion                                            |
| Saint-Jérôme-de-Matane                | M      |          | 2001        | Matane                   | Fusion                                            |
| Sainte-Germaine-de-l'Anse-aux-Gascons | P      |          | 2001        | Port-Daniel–Gascons      | Fusion avec Port-Daniel                           |
| Sainte-Luce-de-Matane                 | M      |          | 2001        | Matane                   | Fusion                                            |
| Port-Daniel                           | M      |          | 2001        | Port-Daniel–Gascons      | Fusion avec Sainte-Germaine-de-l'Anse-aux-Gascons |

## Chaudière-Appalaches(12)
| Municipalité                      | Statut | Création | Disparition | Successeur                                 | Cause             |
| --------------------------------- | ------ | -------- | ----------- | ------------------------------------------ | ----------------- |
| Charny                            | V      | 1903     | 2002        | Lévis                                      | Fusion            |
| Saint-Nicolas                     | V      | 1962     | 2002        | Lévis                                      | Fusion            |
| Bernières                         | M      | 1912     | 1994        | Saint-Nicolas                              | Fusion            |
| Saint-Étienne-de-Lauzon           | M      | 1861     | 2002        | Lévis                                      | Fusion            |
| Saint-Rédempteur                  | M      | 1919     | 2002        | Lévis                                      | Fusion            |
| Saint-Romuald                     | V      | 1965     | 2002        | Lévis                                      | Fusion            |
| Saint-Jean-Chrysostome            | V      | 1965     | 2002        | Lévis                                      | Fusion            |
| Sainte-Hélène-de-Breakeyville     | M      | 1909     | 2002        | Lévis                                      | Fusion            |
| Pintendre                         | M      | 1899     | 2002        | Lévis                                      | Fusion            |
| Saint-Joseph-de-la-Pointe-de-Lévy | P      | 1855     | 2002        | Lévis                                      | Fusion            |
| Notre-Dame-de-Bonsecours          | M      | 1855     | 1868        | Notre-Dame-de-Bonsecours & Saint-Eugène    | Division          |
| Notre-Dame-de-Bonsecours          | M      | 1868     | 1911        | Notre-Dame-de-Bonsecours & Bonsecours      | Division          |
| Notre-Dame-de-Bonsecours          | M      | 1911     | 1950        | Notre-Dame-de-Bonsecours & L’Islet-Station | Division          |
| Notre-Dame-de-Bonsecours          | M      | 1950     | 1989        | L'Islet-sur-mer                            | Annexion          |
| Bonsecours                        | M      | 1911     | 1968        | L'Islet-sur-mer                            | Changement de nom |
| L'Islet-sur-Mer                   | M      | 1968     | 2000        | L'Islet                                    | Fusion            |
| L’Islet-Station                   | VL     | 1950     | 1954        | L'Isletville                               | Changement de nom |
| L'Isletville                      | VL     | 1954     | 1966        | Ville de L'Islet                           | Changement de nom |
| Ville de L'Islet                  | V      | 1966     | 2000        | L'Islet                                    | Fusion            |
| Saint-Eugène                      | M      | 1868     | 2000        | L'Islet                                    | Fusion            |
| Francoeur                         | VL     | 1919     | 1974        | Saint-Apollinaire                          | Fusion            |
| Leclercville                      | VL     | 1874     | 2000        | Leclercville                               | Fusion            |
| Lotbinière                        | VL     | 1914     | 1979        | Lotbinière                                 | Fusion            |
| Saint-Agapit-de-Beaurivage        | P      | 1867     | 1979        | Saint-Agapit                               | Fusion            |
| Saint-Agapitville                 | VL     | 1911     | 1979        | Saint-Agapit                               | Fusion            |
| Saint-Apollinaire                 | P      | 1855     | 1974        | Saint-Apollinaire                          | Fusion            |
| Nelson                            | CT     | 1855     | 1985        | Sainte-Agathe (P)                          | Fusion            |
| Sainte-Agathe                     | VL     | 1914     | 1999        | Sainte-Agathe-de-Lotbinière                | Fusion            |
| Sainte-Agathe                     | P      | 1857     | 1999        | Sainte-Agathe-de-Lotbinière                | Fusion            |
| Sainte-Croix                      | VL     | 1921     | 2001        | Sainte-Croix                               | Fusion            |
| Sainte-Croix                      | P      | 1845     | 2001        | Sainte-Croix                               | Fusion            |
| Sainte-Emmélie                    | P      | 1863     | 2000        | Leclercville                               | Fusion            |
| Saint-Flavien                     | VL     | 1912     | 1999        | Saint-Flavien                              | Fusion            |
| Saint-Flavien                     | P      | 1843     | 1999        | Saint-Flavien                              | Fusion            |
| Saint-Louis-de-Lotbinière         | P      | 1845     | 1979        | Lotbinière                                 | Fusion            |
| Saint-Patrice-de-Beaurivage       | VL     | 1921     | 1984        | Saint-Patrice-de-Beaurivage                | Fusion            |
| Saint-Patrice-de-Beaurivage       | P      | 1871     | 1984        | Saint-Patrice-de-Beaurivage                | Fusion            |
| Saint-Sylvestre                   | VL     | 1919     | 1996        | Saint-Sylvestre                            | Fusion            |
| Saint-Sylvestre                   | P      | 1835     | 1996        | Saint-Sylvestre                            | Fusion            |

## Laval(13)
| Municipalité          | Statut | Création                     | Disparition | Successeur  | Cause             |
| --------------------- | ------ | ---------------------------- | ----------- | ----------- | ----------------- |
| Auteuil               | ?      | 1914                         | 1965        | Laval       | Fusion            |
| Chomedey              | ?      | 1961                         | 1965        | Laval       | Fusion            |
| Duvernay              | ?      | 1845                         | 1965        | Laval       | Fusion            |
| Fabreville            | ?      | 1858                         | 1965        | Laval       | Fusion            |
| Îles-Laval            | ?      | 1941                         | 1965        | Laval       | Fusion            |
| L'Abord-à-Plouffe     | ?      | 1915                         | 1961        | Chomedey    | Fusion            |
| Laval-des-Rapides     | C, V   | C (1912-1962), V (1962-1965) | 1965        | Laval       | Fusion            |
| Laval-sur-le-Lac      | ?      | 1915                         | 1965        | Laval       | Fusion            |
| Laval-Ouest           | ?      | 1951                         | 1965        | Laval       | Fusion            |
| Plage-Laval           | VL?    | 1930                         | 1951        | Laval-Ouest | Changement de Nom |
| Pont-Viau             | ?      | 1926                         | 1965        | Laval       | Fusion            |
| Renaud                | ?      | 1959                         | 1961        | Chomedey    | Fusion            |
| Sainte-Rose           | ?      | 1845                         | 1965        | Laval       | Fusion            |
| Sainte-Dorothée       | ?      | 1869                         | 1965        | Laval       | Fusion            |
| Saint-Martin          | ?      | 1855                         | 1961        | Chomedey    | Fusion            |
| Saint-François        | ?      | 1855                         | 1965        | Laval       | Fusion            |
| Saint-Vincent-de-Paul | ?      | 1952                         | 1965        | Laval       | Fusion            |
| Vimont                | ?      | 1904                         | 1965        | Laval       | Fusion            |

## Lanaudière(14)
| Municipalité           | Statut | Création | Disparition | Successeur | Cause             |
| ---------------------- | ------ | -------- | ----------- | ---------- | ----------------- |
| La Plaine              | V      | 1830     | 2001        | Terrebonne | Fusion            |
| Lachenaie              | V      | 1683     | 2001        | Terrebonne | Fusion            |
| Le Gardeur             | ?      | ?        | 2002        | Repentigny | Fusion            |
| St-Paul-L'Ermite       | ?      | ?        | ?           | Le Gardeur | Changement de Nom |
| St-Louis-de-Terrebonne | ?      | ?        | 1985        | Terrebonne | Fusion            |
| St-Joachim             | ?      | ?        | 1920        | La Plaine  | Changement de nom |

## Laurentides(15)
| Municipalité                | Statut | Création | Disparition | Successeur              | Cause             |
| --------------------------- | ------ | -------- | ----------- | ----------------------- | ----------------- |
| Saint-Augustin              | ?      | 1855     | 1971        | Sainte-Scholastique     | Fusion            |
| Saint-Benoît                | ?      | 1855     | 1971        | Sainte-Scholastique     | Fusion            |
| Saint-Canut                 | ?      | 1857     | 1971        | Sainte-Scholastique     | Fusion            |
| Saint-Hermas                | ?      | 1855     | 1971        | Sainte-Scholastique     | Fusion            |
| Saint-Janvier-de-Blainville | ?      | 1855     | 1971        | Sainte-Scholastique     | Fusion            |
| Saint-Janvier-de-la-Croix   | ?      | 1959     | 1971        | Sainte-Scholastique     | Fusion            |
| Sainte-Monique              | ?      | 1872     | 1971        | Sainte-Scholastique     | Fusion            |
| Sainte-Scholastique         | ?      | 1971     | 1973        | Mirabel                 | Changement de nom |
| Bellefeuille                | ?      | ?        | 2002        | Saint-Jérôme            | Fusion            |
| Lafontaine                  | ?      | ?        | 2002        | Saint-Jérôme            | Fusion            |
| Saint-Antoine               | ?      | ?        | 2002        | Saint-Jérôme            | Fusion            |
| Saint-Eustache-sur-le-Lac   | ?      | ?        | 1963        | Deux-Montagnes          | Changement de nom |
| Sainte-Agathe-Nord          | ?      | ?        | 2002        | Sainte-Agathe-des-Monts | Fusion            |

## Montérégie(16)
| Municipalité                      | Statut | Création | Disparition | Successeur                  | Cause                                               |
| --------------------------------- | ------ | -------- | ----------- | --------------------------- | --------------------------------------------------- |
| Dorion                            | V      |          | 1994        | Vaudreuil-Dorion            | Fusion avec la ville de Vaudreuil                   |
| Canton de Granby                  | CT     | 1855     | 2007        | Granby                      | Fusion                                              |
| Grande-Île                        | M      |          | 2002        | Salaberry-de-Valleyfield    | Fusion                                              |
| Greenfield Park                   | V      | 1911     | 2002        | Longueuil                   | Fusion                                              |
| Henryville                        | VL     |          | 1999        | Henryville                  | Fusion avec la municipalité                         |
| Iberville                         | V      |          | 2001        | Saint-Jean-sur-Richelieu    | Fusion                                              |
| L'Acadie                          | M      |          | 2001        | Saint-Jean-sur-Richelieu    | Fusion                                              |
| L'Espérance                       | M      | 1907     | 1908        | Saint-Pie                   | Dissoute et fusion avec Saint-Pie                   |
| Lacolle                           | VL     |          | 2001        | Lacolle (municipalité)      | Fusion avec Notre-Dame-du-Mont-Carmel               |
| LeMoyne                           | V      | 1911     | 2002        | Longueuil                   | Fusion                                              |
| Maple Grove                       | V      |          | 2002        | Beauharnois                 | Fusion                                              |
| Melocheville                      | VL     |          | 2002        | Beauharnois                 | Fusion                                              |
| Notre-Dame-de-Saint-Hyacinthe     | P      |          | 2001        | Saint-Hyacinthe             | Fusion                                              |
| Notre-Dame-du-Bon-Secours         | M      |          | 2000        | Richelieu                   | Fusion                                              |
| Notre-Dame-du-Mont-Carmel         | P      |          | 2001        | Lacolle (municipalité)      | Fusion avec Lacolle (village)                       |
| Philipsburg                       | VL     | 1809     | 1999        | Saint-Armand                | Fusion                                              |
| Saint-André-d'Acton               | P      |          | 2000        | Acton Vale                  | Fusion                                              |
| Saint-Alphonse                    | P      | 1890     | 2008        | Saint-Alphonse-de-Granby    | Changement de nom et de statut                      |
| Saint-Athanase                    | P      |          | 2001        | Saint-Jean-sur-Richelieu    | Fusion                                              |
| Saint-Césaire                     | P      |          | 2000        | Saint-Césaire               | Fusion avec la ville de Saint-Césaire               |
| Saint-Damase                      | P      |          | 2001        | Saint-Damase (municipalité) | Fusion avec Saint-Damase (village)                  |
| Saint-Damase                      | VL     |          | 2001        | Saint-Damase (municipalité) | Fusion avec Saint-Damase (municipalité de paroisse) |
| Saint-Hubert                      | V      |          | 2002        | Longueuil                   | Fusion                                              |
| Saint-Hyacinthe-le-Confesseur     | P      |          | 2001        | Saint-Hyacinthe             | Fusion                                              |
| Saint-Luc                         | V      |          | 2001        | Saint-Jean-sur-Richelieu    | Fusion                                              |
| Saint-Malachie-d'Ormstown         | P      |          | 2000        | Ormstown                    | Fusion                                              |
| Sainte-Marie-de-Monnoir           | P      |          | 2000        | Marieville                  | Fusion                                              |
| Saint-Michel-de-Rougemont         | P      |          | 2000        | Rougemont                   | Fusion avec le village de Rougemont                 |
| Saint-Paul-de-Châteauguay         | P      |          | 1999        | Sainte-Martine              | Fusion                                              |
| Saint-Pie (paroisse)              | P      | 1904     | 2002        | Saint-Pie (ville)           | Fusion                                              |
| Saint-Thomas-d'Aquin              | P      |          | 2001        | Saint-Hyacinthe             | Fusion                                              |
| Sainte-Rosalie                    | P      |          | 2001        | Saint-Hyacinthe             | Fusion                                              |
| Sainte-Rosalie                    | V      |          | 2001        | Saint-Hyacinthe             | Fusion                                              |
| Saint-Timothée                    | V      |          | 2002        | Salaberry-de-Valleyfield    | Fusion                                              |
| Sorel                             | V      | 1642     | 2000        | Sorel-Tracy                 | Fusion avec la ville de Tracy                       |
| Saint-Pierre-Véronne-à-Pike-River | M      | 1912     | 2012        | Pike River                  | Changement de nom                                   |
| Tracy                             | V      | 1954     | 2000        | Sorel-Tracy                 | Fusion avec la ville de Sorel                       |
| Vaudreuil                         | V      |          | 1994        | Vaudreuil-Dorion            | Fusion avec la ville de Dorion                      |
| Yamaska                           | VL     |          | 2001        | Yamaska (municipalité)      | Fusion avec Yamaska-Est                             |
| Yamaska-Est                       | VL     |          | 2001        | Yamaska (municipalité)      | Fusion avec Yamaska (village)                       |

## Centre-du-Québec(17)
| Municipalité                                  | Statut | Création | Disparition | Successeur                      | Cause                          |
| --------------------------------------------- | ------ | -------- | ----------- | ------------------------------- | ------------------------------ |
| Arthabaska                                    | V      | 1851     | 1993        | Victoriaville                   | Fusion                         |
| Baie-du-Febvre                                | M      | 1855     | 1907        | Baieville                       | Division                       |
| Baie-du-Febvre                                | M      | 1855     | 1921        | Saint-Joseph-de-Baie-du-Febvre  | Division                       |
| Baie-du-Febvre                                | M      | 1855     | 1921        | Saint-Antoine-de-Baie-du-Febvre | Changement de nom et de statut |
| Baieville                                     | VL     | 1907     | 1983        | Baie-du-Febvre                  | Fusion                         |
| Chester-Est                                   | CT     | 1859     | 2008        | Sainte-Hélène-de-Chester        | Changement de nom et de statut |
| La Visitation-de-la-Bienheureuse-Vierge-Marie | P      | 1899     | 1983        | La Visitation-de-Yamaska        | Changement de nom              |
| Nicolet-Sud                                   | M      | 1930     | 2000        | Nicolet                         | Fusion                         |
| Saint-Antoine-de-Baie-du-Febvre               | P      | 1921     | 1983        | Baie-du-Febvre                  | Fusion                         |
| Saint-Charles-de-Drummond                     | M      | ???      | 2004        | Drummondville                   | Fusion                         |
| Saint-Jean-Baptiste-de-Nicolet                | P      | 1855     | 2000        | Nicolet                         | Fusion                         |
| Saint-Joseph-de-Baie-du-Febvre                | M      | 1921     | 1983        | Baie-du-Febvre                  | Fusion                         |
| Saint-Joseph de Grantham                      | P      | 1936     | 1955        | Drummondville                   | Fusion                         |
| Saint-Joachim-de-Courval                      | P      | ???      | 2004        | Drummondville                   | Fusion                         |
| Sainte-Monique                                | VL     | 1922     | 1996        | Sainte-Monique                  | Fusion                         |
| Saint-Nicéphore                               | V      | 1916     | 2004        | Drummondville                   | Fusion                         |
| Watkins Mill                                  | VL     | 1850     | 1944        | Saint-Nicéphore                 | Changement de nom              |